# جان‌سخت ۳
جان‌سخت ۳ (به انگلیسی: Die Hard 3) یا جان‌سخت انتقام‌جو (انگلیسی: Die Hard with a Vengeance) یک فیلم اکشن آمریکایی محصول سال ۱۹۹۵ به کارگردانی و تهیه‌کنندگی جان مک‌تیرنان، از فیلمنامه‌ای نوشته جاناتان هنزلی با بازی بروس ویلیس در نقش جان مک‌کلین است. این دنباله‌ای بر فیلم‌های جان‌سخت (۱۹۸۸) و جان‌سخت ۲ (۱۹۹۰) و سومین قسمت از مجموعه فیلم‌های جان‌سخت است. جرمی آیرونز، ساموئل ال. جکسون، گراهام گرین، کالین کمپ، لری بریگمن و سام فیلیپس نیز در این فیلم به ایفای نقش پرداخته‌اند.
در این فیلم، ستوان جان مک‌کلین، پلیس نیویورک، درگیر نقشه یک تروریست مرموز به نام «سیمون» (آیرونز) می‌شود که با تهدید به انفجار چندین بمب در شهر نیویورک، در صورت حل نشدن مجموعه‌ای از بازی‌های پراکنده در سطح شهر، از شهر اخاذی می‌کند. مک‌کلین با اکراه با مغازه‌داری به نام زئوس کارور (جکسون) همکاری می‌کند و متوجه می‌شود که تروریست‌ها قصد دارند شمش طلای بانک فدرال رزرو نیویورک را بدزدند.
فیلم «جان‌سخت ۳» که اقتباسی از فیلمنامه‌ای از هنزلی بود، اولین فیلم از این مجموعه بود که مستقیماً بر اساس یک منبع ادبی ساخته نشده بود و اولین فیلمی بود که پس از اختلاف هر دو تهیه‌کننده با ویلیس، توسط جوئل سیلور و لارنس گوردون تهیه نشد و در عوض توسط شرکت سینرژی پیکچرز متعلق به اندرو جی. واجنا تهیه شد. فیلمبرداری اصلی در شهر نیویورک و کارولینای جنوبی انجام شد.
این فیلم در ۱۹ مه ۱۹۹۵ اکران شد و با فروش ۳۶۶ میلیون دلار در سراسر جهان، به پرفروش‌ترین فیلم آن سال تبدیل شد و در ابتدا نقدهای متفاوتی از منتقدان دریافت کرد. با این حال، این فیلم با گذشت زمان، ارزیابی‌های مثبتی دریافت کرده و اکنون تا حد زیادی بهترین دنباله این مجموعه فیلم در نظر گرفته می‌شود. پس از این فیلم‌های «جان‌سخت ۴» در سال ۲۰۰۷ و «جان‌سخت ۵» در سال ۲۰۱۳ اکران شدند.

## داستان
در ساعات شلوغ صبحگاهی، فروشگاه زنجیره‌ای Bonwit Teller در نیویورک هدف بمب‌گذاری قرار می‌گیرد. فردی ناشناس که خود را «سایمون» معرفی می‌کند با پلیس تماس می‌گیرد و مسئولیت انفجار را می‌پذیرد. او با اجرای یک بازی به سبک «سایمون گفت»، تهدید می‌کند که اگر افسر پلیس جان مک‌لین به محله‌ی هارلم نرود، بمب دیگری را منفجر خواهد کرد. مک‌لین مجبور می‌شود تابلویی با محتوای نژادپرستانه به گردن بیندازد و در خیابان ظاهر شود، که باعث تحریک جمعی از اهالی محل و درگیری می‌شود. در این میان، زئوس کارور، صاحب مغازه‌ای در همان حوالی، دخالت کرده و جان مک‌لین را نجات می‌دهد. آنها با هم از موقعیت فرار می‌کنند.
در ادامه، سایمون تماس دیگری می‌گیرد و از آن دو می‌خواهد در یک سلسله مأموریت‌ زمان‌دار شرکت کنند، در غیر این صورت بمب‌های بیشتری منفجر خواهد کرد. مک‌لین برای یکی از این مأموریت‌ها سوار قطار خط 3 به مقصد ایستگاه وال‌استریت می‌شود، در حالی که کارور از مسیر دیگری خود را به ایستگاه می‌رساند. مک‌لین بمب را پیدا کرده و آن را قبل از انفجار از قطار بیرون می‌اندازد. آنها پس از نجات مسافران، به مقر پلیس بازمی‌گردند و با مأموران FBI و CIA دیدار می‌کنند. در ابتدا سایمون را به‌عنوان «پیتر کریگ»، مزدوری حرفه‌ای معرفی می‌کنند، اما سپس مشخص می‌شود که هویت واقعی او «سایمون پیتر گروبر» است — برادر هانس گروبر، کسی که مک‌لین سال‌ها پیش در لس‌آنجلس کشته بود.
سایمون تهدید می‌کند که در یکی از مدارس ابتدایی نیویورک بمبی کار گذاشته و اگر پلیس اقدام به تخلیه کند یا دستورهای او را نادیده بگیرد، بمب را از راه دور منفجر خواهد کرد. او می‌گوید فقط در صورتی مکان بمب را افشا می‌کند که مک‌لین و کارور یکی دیگر از چالش‌هایش را با موفقیت انجام دهند. پلیس همزمان جستجوی سراسری مدارس را آغاز می‌کند، اما مک‌لین متوجه می‌شود که تمام این برنامه‌ها صرفاً برای منحرف کردن توجه پلیس از منطقه وال‌استریت است — جایی که اصلاً مدرسه‌ای وجود ندارد.
مک‌لین به ساختمان فدرال رزرو نیویورک می‌رود و متوجه می‌شود که گروه سایمون با کامیون‌هایی ویژه، بیش از ۱۴۰ میلیارد دلار شمش طلا را از خزانه دزدیده‌اند. او با تعقیب کامیون‌ها وارد تونل نیمه‌ساخته پروژه‌ی انتقال آب نیویورک می‌شود. سایمون سد موقتی تونل را منفجر می‌کند تا مک‌لین را در سیلاب غرق کند، اما او نجات می‌یابد و با کارور دوباره همراه می‌شود. پس از تعقیب و گریز با افراد سایمون، مک‌لین و کارور متوجه می‌شوند که همه افراد دشمن مقدار پولی دقیقاً برابر با عوارض عبور از پل دارند، که نشان می‌دهد مقصد مشخصی دارند.
آنها به کشتی باری‌ای در لانگ آیلند می‌رسند، اما دستگیر شده و در کنار بمبی قرار داده می‌شوند. سایمون فاش می‌کند که تهدید مربوط به مدرسه فقط یک فریب بوده و قصد دارد کشتی را با طلا منفجر کند تا اقتصاد جهانی را مختل کند. بعد از رفتن او، مک‌لین و کارور موفق به فرار می‌شوند و درست پیش از انفجار کشتی، از آن خارج می‌شوند. پلیس متوجه می‌شود که هیچ‌یک از شمش‌ها در کشتی نبوده و مک‌لین حدس می‌زند که سایمون طبق عادت خانوادگی‌اش قصد داشته همه طلاها را برای خودش نگه دارد.
بعداً، مک‌لین که در تلاش است تا با همسر سابقش، هالی، تماس بگیرد، متوجه می‌شود که قرص آسپرینی که سایمون در کشتی به او داده بود، از یک پمپ بنزین در کبک، در مرز کانادا-آمریکا خریداری شده است. مک‌لین به پلیس اطلاع می‌دهد و همراه با کارور و نیروهای امنیتی به انبار مشکوکی در نزدیکی همان پمپ بنزین می‌روند، جایی که افراد سایمون در حال جابه‌جایی طلا هستند. مأموران بیشتر اعضای گروه را دستگیر می‌کنند، اما سایمون و معشوقه‌اش کاتیا سعی می‌کنند با هلیکوپتر فرار کنند. مک‌لین با شلیک به کابل برق باعث سقوط و انفجار هلیکوپتر می‌شود و سایمون و کاتیا کشته می‌شوند. در پایان، کارور مک‌لین را ترغیب می‌کند تا بار دیگر با هالی تماس بگیرد و رابطه‌اش را بازسازی کند.

## بازخوردها
- در سایت راتن تومیتوز، این فیلم بر اساس ۸۰ نقد، امتیاز ۶۰٪ را کسب کرده است که میانگین امتیاز آن ۶٫۲ از ۱۰ است.[۶]
- در سایت متاکریتیک، این فیلم بر اساس نظرات ۱۹ منتقد، امتیاز ۵۸ از ۱۰۰ را کسب کرده است که نشان‌دهنده نقدهای «مختلط یا متوسط» است.[۷]
- مخاطبانی که توسط سینماسکور مورد نظرسنجی قرار گرفتند، به این فیلم امتیاز متوسط «A−» در مقیاس A+ تا F دادند.[۸]
- فیلم «جان‌سخت ۳» در ۱۹ مه ۱۹۹۵ در ایالات متحده اکران شد و در آخر هفته افتتاحیه خود ۲۲٬۱۶۲٬۲۴۵ دلار فروش داشت. این فیلم با پشت سر گذاشتن فیلم «جزر و مد سرخ» در رتبه اول گیشه قرار گرفت.[۹][۱۰] در ژاپن، با فروش پنج روزه ۱۳٫۵ میلیون دلار، رکورد افتتاحیه را برای شرکت فاکس قرن بیستم ثبت کرد و با فروش بیش از ۸۱ میلیون دلار، «بازگشت جدای» را شکست داد و برای پنج هفته متوالی در رتبه اول قرار گرفت. افتتاحیه آن در فرانسه با فروش ۸٫۸ میلیون دلار در ۸ روز اول، رکورد تابستانی را به ثبت رساند. این فیلم در ایالات متحده و کانادا به ۱۰۰٬۰۱۲٬۴۹۹ دلار و در سایر بازارها به ۲۶۶٬۰۸۹٬۱۶۷ دلار رسید که در مجموع فروش جهانی آن به بیش از ۳۶۶ میلیون دلار رسید و آن را به پرفروش‌ترین فیلم سال ۱۹۹۵ تبدیل کرد.